# Benediktenkraut
Das Benediktenkraut (Centaurea benedicta, in älterer Literatur meist Cnicus benedictus, früher auch Carduus benedictus) ist eine Pflanzenart aus der Gattung Flockenblumen (Centaurea) in der Unterfamilie der Carduoideae innerhalb der Familie der Korbblütler (Asteraceae). Sie wird als Heilpflanze verwendet.

## Beschreibung

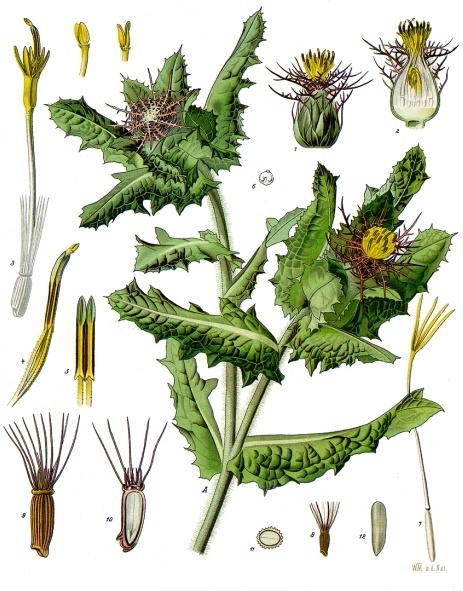
Illustration aus Köhler's Medizinalpflanzen

### Vegetative Merkmale
Das Benediktenkraut wächst als distelähnliche, einjährige, krautige Pflanze und erreicht Wuchshöhen von meist zehn bis 40, selten bis zu 60 Zentimetern. Der Stängel ist aufrecht, oben verzweigt, in allen Teilen spinnwebartig-zottig und zusätzlich im oberen Abschnitt drüsig behaart. Die wechselständigen Laubblätter sind bis zu 30 Zentimeter lang und acht Zentimeter breit. Sie sind grün, zottig und drüsig behaart, mit auffallender weißer Aderung der Unterseite. Die Blattspreite ist länglich, im oberen Stängelabschnitt länglich-lanzettlich, ihr Rand buchtig schrotsägeförmig, gelegentlich bis zur Mittelader eingeschnitten und dann schwach fiederteilig, ihr Rand bestachelt. Die Pflanze besitzt eine grundständige Blattrosette, die unteren Blätter sind gestielt, die oberen sitzend und stängelumfassend.

### Generative Merkmale
Die typischen körbchenförmigen Blütenstände der Korbblütler sitzen bei der Art einzeln. Die in wenigen Reihen stehenden Hüllblätter des Korbs sind grün gefärbt, die äußeren tragen einen einfachen, die inneren sind länger und tragen einen langen, fiederförmigen Stachel. Die zusätzlich oft von dicht stehenden Laubblättern umgebenen Blütenköpfe erreichen 25 bis 35, selten bis 40 Millimeter Länge bei (15-) 25 bis 30 Millimeter Durchmesser. Sie enthalten viele gelbe Röhrenblüten, deren äußere verkleinert und steril sind. Der Blütenboden trägt zwischen den Blüten zahlreiche Spreublätter. Die Früchte (Achänen) sind zylindrisch, sie sind etwa 6 bis 8 Millimeter lang und gelbbraun gefärbt, mit Längsrippen und gezähntem oberem Rand. Ihr Pappus ist zweireihig, die innere Haarreihe viel kürzer, und gelblich gefärbt.
Die Blütezeit liegt in Mitteleuropa im Hochsommer, bis in den September.
Die Chromosomenzahl beträgt 2n = 22.

## Vorkommen
Das Benediktenkraut ist in der Mittelmeerregion und Kleinasien, von Portugal im Norden bis Frankreich und Italien im Süden und vom Balkan bis zur Türkei im Osten und in Nordafrika beheimatet. In Mittel-, Osteuropa und den Britischen Inseln wurde das Benediktenkraut als Heilpflanze kultiviert und verwilderte. Auch in vielen anderen Teilen der Welt ist es ein Neophyt.
Das Benediktenkraut ist in Mitteleuropa eine Charakterart des Hordeetum aus dem Verband Sisymbrion.

## Verwendung

Strukturformel von Cnicin

Typisch ist der bittere Geschmack der Pflanzenteile. Medizinisch verwendet werden die Blätter und die blühenden Enden der Stängel.
Die bedeutendste Inhaltsstoffgruppe stellen die Bitterstoffe mit den Hauptbestandteilen Artemisiifolin (C15H20O4), Cnicin und Salonitenolid. Dabei enthält die Droge (Cnici benedicti herba, Cardui benedicti herba) etwa 0,2 % Cnicin. Weitere Inhaltsstoffe sind ätherische Öle mit Terpenen (Citral, Cymen, Fenchon), Flavonoide und Triterpene. Das essentielle Öl des Benediktenkrauts, das im Mittelalter bei eitrigen Hautgeschwüren angewendet wurde, wirkt laut Weiss vor allem gegen Staphylokokken bakteriostatisch.

## Toxikologie
Das Benediktenkraut besitzt ein gewisses Allergiepotential. Betroffen sind dabei vor allem Personen mit Allergien gegenüber Korbblütlern. Allergische Reaktionen gegenüber dem Wirkstoff Cnicin konnten dabei an Mäusen und Ratten beobachtet werden. Die Dosis Cnicin im Rahmen einer Phytotherapie liegt üblicherweise unterhalb der Dosis einer akuten Toxizität. Präparate mit einer hohen Dosis an Cnicin als Reinsubstanz können jedoch Reizungen im Rachen-, Schlund und Speiseröhrenbereich verursachen, die mit Störungen im Magen-Darm-Trakt bis hin zu Übelkeit, Krämpfen und Durchfall mit Fieber reichen.

## Taxonomie
Die Erstveröffentlichung unter dem Namen (Basionym) Cnicus benedictus erfolgte 1753 durch Carl von Linné in Species Plantarum, 2, Seite 826. Die Neukombination zum gültigen Namen Centaurea benedicta (L.) L. wurde 1763 durch Carl von Linné in Species Plantarum, 2. Auflage, S. 1296 veröffentlicht. Weitere Synonyme für Centaurea benedicta (L.) L. sind: Carbenia benedicta (L.) Arcang., Cnicus bulgaricus Panov.
Die Art wurde lange Zeit, als Cnicus benedictus, als einzige Art einer monotypischen Gattung Cnicus aufgefasst, die von Centaurea vor allem durch den gezähnten Rand der Achänen unterschieden worden ist. Phylogenomische Untersuchungen, bei denen die Verwandtschaft anhand des Vergleichs homologer DNA-Sequenzen ermittelt wird, haben dann klar ergeben, dass die Art zur Gattung Centaurea gehören muss. Heute wird sie innerhalb der artenreichen Untergattung Centaurea in eine monotypische Sektion Cnicus gestellt.

## Trivialnamen
Sie wird unter anderem auch Kardobenedikte, Benediktendistel, Benediktenkarde, Benediktenwurz, Bitterdistel, Bernhardinerwurzel, Bornwurz, Distelkraut, Spinnendistel oder Natter(n)kraut genannt. Für das Benediktenkraut bestehen bzw. bestanden auch die weiteren deutschsprachigen Trivialnamen: Kleine Kreuzwurz, Benedicht (mittelhochdeutsch), Benedicta, Benedicte (mittelhochdeutsch), Benedictenwurz, Benediktinerdistel, Berlinskraut, Bernhardinerkraut (Schlesien), Bernwurz (mittelniederdeutsch), Bitterdistel, Bornwurz (Schlesien), Brunword, Brunworz, Cardobenedict, Kardobenediktenkraut, Crewzwurtz (mittelhochdeutsch), Crucewort (mittelniederdeutsch), Cruswurtz (mittelhochdeutsch) und Crützwurz (mittelhochdeutsch).

## Weitere Abbildungen

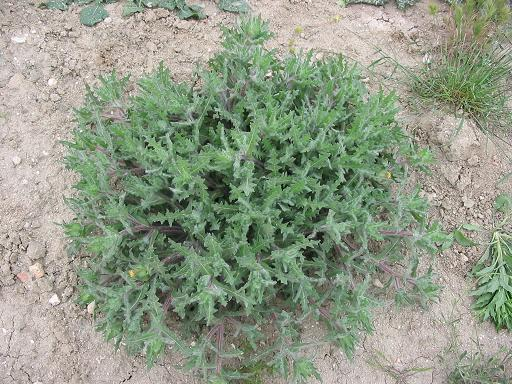
Habitus vor dem Blühen
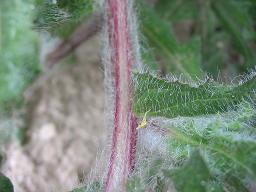
Stängel
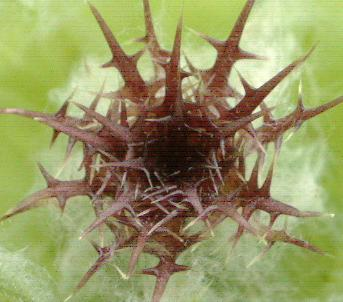
Hüllblätter
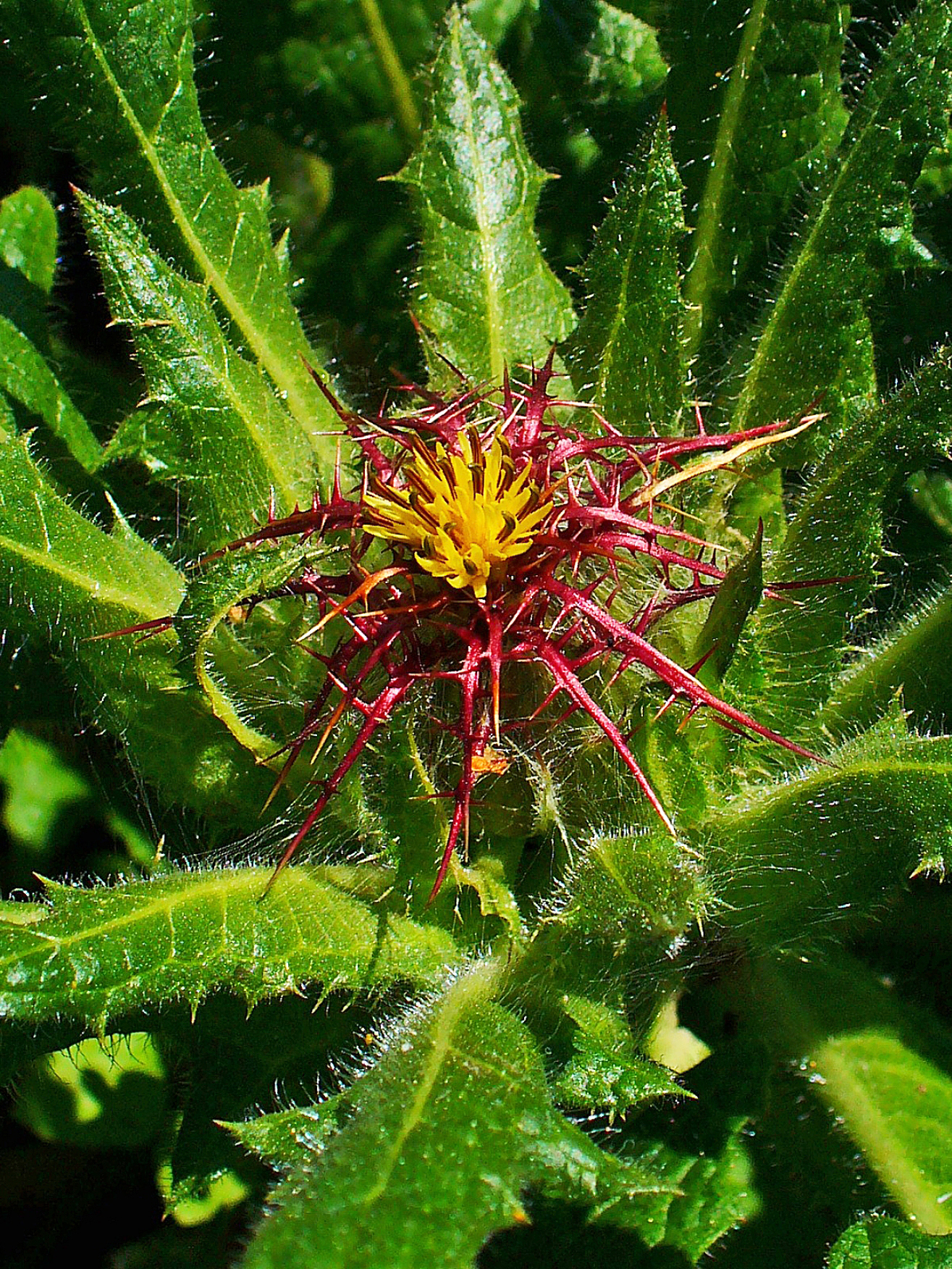
Blütenstand